# Mehdi Baala
Mehdi Baala (em árabe مهدي بعلة ; Estrasburgo, 17 de Agosto de 1978) é um atleta francês de meio-fundo que compete principalmente em corridas de 800 m e 1500 m.

## Registo pessoal
- Campeonato da Europa de Atletismo de 2006 - vencedor dos 1500 m
- Campeonato Mundial de Atletismo de 2005 - 6º lugar nos 1500 m
- Campeonato Mundial de Atletismo de 2003 - 2º lugar nos 1500 m
- Campeonato da Europa de Atletismo de 2002 - vencedor dos 1500 m
- Campeonato Mundial de Atletismo de 2001 - 12º lugar nos 1500 m
- Jogos Olímpicos de Verão de 2000 - 4º lugar nos 1500 m
- Campeonato da Europa de Atletismo em Pista Coberta de 2000 - 3º lugar nos 1500 m